# Dying Light 2
Dying Light 2 Stay Human es un videojuego de terror y rol de acción en primera persona desarrollado y publicado por Techland. El juego es una secuela de Dying Light, y fue lanzado para PlayStation 4, PlayStation 5, Windows, Xbox One y Xbox Series X/S el 4 de febrero de 2022. Recibió críticas generalmente favorables, con elogios dirigidos al combate, el sistema parkour y el mundo abierto, pero críticas por la historia. Vendió 5 millones de unidades en su primer mes de lanzamiento.

## Jugabilidad
Dying Light 2 es un videojuego de mundo abierto en primera persona que se sitúa en un mundo postapocalíptico en el que se ha sido víctima de una epidemia zombi. Al igual que la primera entrega, el jugador cuenta con varias habilidades del parkour, pudiendo escalar salientes, deslizarse, saltar desde cornisas y correr por la pared para poder desplazarse más rápidamente. Se han agregado más del doble de movimientos de parkour desde el primer juego, algunos siendo exclusivos para ciertas áreas del mapa, incluyéndose como en el original un gancho de agarre y un parapente como nuevo elemento. 
El juego se basa principalmente en combate cuerpo a cuerpo con la mayoría de las peleas con armas blancas (cuchillos, navajas, espadas, hachas...). Dichas armas tienen una vida útil limitada y se degradarán cuanto más tiempo el jugador las use. También se pueden usar armas de largo alcance como ballestas, escopetas o lanzas. Las armas se pueden actualizar con diferentes planos y componentes que se pueden encontrar al descomponer las armas para piezas de artesanía. Aiden Caldwell, el personaje principal, también puede utilizar habilidades sobrehumanas debido a la infección. Al igual que el primer juego, los zombis son lentos cuando se exponen a la luz solar, pero se vuelven más agresivos y hostiles por la noche.
El mapa de Dying Light 2 es cuatro veces más grande que el juego original, dividido en siete regiones distintas, cada una con sus propios puntos de referencia y ubicaciones. Al explorar la ciudad, los jugadores pueden buscar diferentes desechos y recursos para crear nuevos artículos y armas.
En el juego, se pueden encontrar diferentes facciones y asentamientos y se tiene que tomar diferentes decisiones que cambiarían fundamentalmente el estado del mundo del juego y cómo los personajes no jugables. Las consecuencias son de largo alcance, con el jugador capaz de traer prosperidad a una facción mientras destruye por completo otro asentamiento. Tomar ciertas decisiones abrirá o cerrará áreas en la ciudad, alentando a los jugadores a completar las misiones secundarias. Al igual que su predecesor, el juego cuenta con un modo multijugador cooperativo para cuatro jugadores.

## Desarrollo
Dying Light 2 está desarrollado y publicado por el estudio polaco Techland. El equipo tenía la intención de invocar en la nueva entrega una sensación de pérdida y temor. También muestran que la humanidad estaba al borde de la extinción. Para mostrar la fragilidad de la propia raza humana, trataron de introducir en el escenario varias capas de la ciudad, en las que las estructuras temporales se han construido sobre las ruinas de los viejos edificios para acomodar a los humanos, mientras que las estructuras permanentes y el suelo están ocupadas por enormes hordas de zombis. Al crear la ciudad, el equipo utilizó una tecnología interna llamada CityBuilder, que puede ensamblar diferentes partes del edificio, como repisas y ventanas, con un aporte mínimo de los diseñadores de niveles. La tecnología permitió al equipo crear y cambiar el diseño de la ciudad rápidamente. El equipo también creó un nuevo motor llamado C Engine para impulsar el juego, efectivamente reemplazando el Chrome Engine, motor empleado para desarrollar los anteriores juegos de la desarrolladora.
El juego puso un énfasis significativamente mayor en la narrativa en comparación con su predecesor. El equipo contó con el diseñador de videojuegos y guionista Chris Avellone para coordinar la escritura de las historias y mostrando las diversas tramas que el jugador puede discernir según sus acciones. 
El equipo sintió que habían desarrollado una ciudad abierta, pero querían que la narrativa compartiera el mismo nivel de agencia. El juego fue descrito como una "caja de arena narrativa" en la que cada elección tiene consecuencias "genuinas" según Avellone. Después de que los jugadores hagan ciertas elecciones, el espacio del juego también cambiará. La historia del juego presenta un tono más serio en comparación con el primer juego. 
Para que el mundo se sintiera creíble y auténtico, los desarrolladores también se inspiraron en problemas del mundo real e ideologías políticas y tuvieron que abandonar las ideas de juego que se consideraron demasiado poco realistas, mostrando nuevas temas como la traición, la infidelidad y la intriga. Junto a Avellone, se contrataron a algunos de los guionistas que trabajaron en The Witcher 3: Wild Hunt para ayudar en la escritura comparada y la historia principal, presentando tramas más interesantes y complejas por las que el jugador no sólo debía temer a los muertos sino también a los enemigos vivos de otras facciones, inspirándose el equipo guionista en los personajes de las afamadas series The Walking Dead y Juego de Tronos.
Dying Light 2 fue anunciado en el E3 2018 durante la conferencia de prensa de Xbox. El 20 de enero de 2020, Techland anunció que se retrasaba sine die su lanzamiento, pensada inicialmente para la primavera de dicho año, para dar un tiempo extra al desarrollo adicional del juego.
En junio de 2020, Techland anunció la salida del guionista Chris Avellone como consecuencia de acusaciones de conducta sexual inapropiada. La desarrolladora Techland anunció en mayo de 2021 que su estreno se fijaba para el 7 de diciembre de ese año, siendo postergado hasta el 4 de febrero de 2022.
Una versión en la nube para Nintendo Switch fue anunciada el 23 de septiembre de 2021 mediante una presentación de Nintendo Direct, cuyo lanzamiento estaba previsto para la misma fecha que el resto de plataformas, antes de ser atrasado sin fecha anticipada.

## Recepción
Dying Light 2 Stay Human fue sujeto de críticas consideradas "generalmente favorables", de acuerdo con el sitio agregador de reseñas Metacritic. 
Al igual que su predecesor, Dying Light 2 Stay Human es universalmente alabado por su sistema de parkour, considerado por muchos como un paso adelante respecto al juego original.  
Ciertos críticos cómo IGN tomaron problema con la historia, la actuación de voz y el protagonista, explicando que "Aiden (como tantos otros Aidens) es lo que obtendrías si pidieras un recorte de cartón de un protagonista genérico [...] La historia de venganza que lleva a cabo es confusa, cliché y roza el sinsentido al final." 
Otro consenso indica que el combate tiene potencial, pero no alcanza sus puntos fuertes la mayor parte del tiempo. Shubhankar Parijat, a través de GamingBolt, explica que "[...] hay momentos en los que el combate puede ser interesante, especialmente con las armas a distancia y una vez que empiezas a utilizar tus movimientos de parkour y el entorno en tu beneficio, pero en general se siente un poco demasiado torpe."  